# Aramon, Gard
Aramon là một xã ở tỉnh Gard ở miền nam nước Pháp. Xã này có diện tích 31,16 kilômét vuông, dân số năm 1999 là 3773 người. Khu vực này có độ cao trung bình 10 mét trên mực nước biển.
Đây là nơi sinh của Henri Pitot (1695-1771), kỹ sư thủy lực, người sáng chế ra ống Pitot.